# Broadcasting Satellite System
Die Broadcasting Satellite System Corporation (B-SAT; jap. 株式会社放送衛星システム, kabushiki kaisha hōsō eisei shisutemu) ist ein japanisches Unternehmen für Satellitenkommunikationsdienstleistungen mit Sitz in Shibuya, Tokio.
B-Sat wurde am 13. April 1993 mit dem Ziel gegründet, um Kommunikationssatelliten zu beschaffen und zu unterhalten, sowie deren Transponderkapazitäten zu verleasen. Größter Aktionär (49,9 %) ist die NHK (die japanische Rundfunkgesellschaft). 2007 erzielte die Firma einen betrieblichen Ertrag von 7,44 Mrd. Yen.

## Satelliten

### BSAT 1
BSAT-1a wurde im Juni 1994 bei Hughes Space and Communications International bestellt und am 17. April 1997 zusammen mit Thaicom 3 mit einer Ariane-44LP-Rakete gestartet. Am 28. April 1998 folgte der Backup Satellit BSAT-1b zusammen Nilesat 101 mit einer Ariane-44P. Beide Satelliten wurden in eine geostationäre Umlaufbahn in eine Position von 110° Ost gebracht. Sie ersetzen die beiden BS-3 Satelliten von NHK. Nach Erhalt der Lizenz zum Ausstrahlen von digitalen Diensten (z. B. für das japanische Fernsehen) durch die japanischen Behörden nahm BSAT-1b im Juli 1998 dann seiner Dienst auf. Die spinstabilisierten und zylinderförmigen Satelliten beruhen auf Hughes Satellitenbus Hughes 376 (heute Boeing 376) und sind im Orbit und mit Treibstoff 723 kg schwer. Sie haben einen Durchmesser von 2,17 m und eine Höhe von 3,15 m mit eingeklappter Antenne beim Start und 7,97 m mit ausgefahrener Antenne und ausgefahrenem Solarzellenkörper. Der Satellit besteht aus zwei Sektionen, einer sich mitdrehenden Satellitenbussektion mit Star-30BP-Antriebssystem und einer sich nicht mitdrehenden Nutzlastsektion. Die von Nickel-Cadmium-Akkumulatoren unterstützten Solarzellen liefern 1200 Watt Leistung für den 106-Watt-(TWTA)-Sender und die Bordelektronik. Kommandos werden auf der Frequenz von 17 GHz empfangen und Telemetriedaten auf einer Frequenz von 12 GHz gesendet. Als  Nutzlast tragen die Satelliten acht (davon vier Reserve) Ku-Band-Transponder. Als Lebensdauer waren zehn Jahre geplant.

### BSAT 2
BSAT-2a wurde im März 1999 bei Orbital Sciences Corporation bestellt und nach einigen Verzögerungen am 8. März 2001 durch eine Ariane-5G-Rakete zusammen mit Eurobird 1 in eine geostationäre Umlaufbahn in die Position 110° Ost gestartet. Der Backup-Satellit BSAT-2b erreichte am 12. Juli 2001 durch einen Fehler der Ariane-5G-Rakete nicht seine Umlaufbahn, wobei der zweite Satellit Artemis seine Umlaufbahn mit Hilfe seines Ionentriebwerkes erreichen konnte. Daraufhin beauftragte man Orbital Sciences im Oktober 2001 mit dem Bau des Ersatzsatelliten BSAT-2c der am 11. Juni 2003 ebenfalls mit einer Ariane-5G-Rakete zusammen mit Optus C1 gestartet wurde und einen Monat später seinen Betrieb aufnahm. Die Satelliten basieren auf Orbital Sciences leichtem Star-1-Satellitenbus. Die würfelförmigen, dreiachsenstabilisierten Satelliten mit zwei Solarzellenpaneelen (aus Silizium mit einer Leistung von 2000 Watt (BOL)) haben im Orbit eine Größe von 3,8 × 2,8 m mit einer Spannweite von 15,7 m. Sie sind beim Start 1317 kg schwer (1292 kg im Orbit) und tragen acht (davon vier Reserve) Ku-Band-Transponder (17 GHz Empfang, 12 GHz Senden) mit einer Ausgangsleistung von je 130 Watt die sich einer 2,2-m-Antenne bedienen. Als Antrieb kommt eine Feststoff-Kickstufe und ein Hydrazintriebwerk zum Einsatz. Als Lebensdauer sind 10 Jahre geplant.

### BSAT 3a/3b
Im Mai 2005 folgte dann der Auftrag zum Bau von BSAT-3a diesmal bei Lockheed Martin Commercial Space Systems (LMCSS) als Ersatz von BSAT-1a und 1b. Er wurde in Newtown, Pennsylvania und als 38. Satellit von Lockheed Martin auf Basis des Satellitenbus A2100A gebaut. Der Start in eine geostationäre Umlaufbahn auf Position von 110° Ost erfolgte am 14. August 2007 zusammen mit Spaceway 3 mit einer Ariane-5-ECA-Rakete. Im November 2007 nahm der würfelförmige Satellit mit zwei Solarzellenpaneelen mit 14,65 Spannweite seinen Regelbetrieb mit der Ausstrahlung von analogen und digitalen Fernsehprogrammen auf. Der 1,98 t schwere und auf dem A2100A-Satellitenbus beruhende Satellit (Startmasse 1967 kg, 927 kg im Orbit) trägt zwölf Ku-Band-Transponder (davon vier Reserve) mit einer Ausgangsleistung von 130 Watt. Seine Solarzellen liefern 1800 Watt und als Lebensdauer werden 13 Jahre angegeben. Im April 2008 wurde Lockheed Martin mit dem Bau von BSAT-3b beauftragt, der für HD-Übertragungen vorgesehen ist. Der Start des 2060 kg schweren Satelliten erfolgte am 28. Oktober 2010 zusammen mit Eutelsat W3B auf einer „Ariane 5 ECA“-Rakete.

### BSAT 3c
Anfang 2009 folgte der Vertrag zum Bau des weiterentwickelten BSAT 3c mit 24 Transpondern, der im August 2011 mit einer Ariane-5-Rakete gestartet wurde.

### BSAT 4a
Der Start von BSAT 4a erfolgte am 29. September 2017. Der Satellite basiert auf der Satellitenplattform SSL 1300, verfügt über 24 Ku-Band-Transponder und ging im November 2017 in Betrieb.

### BSAT 4b
Der Satellit BSAT 4b ist identisch zu BSAT 4a und wurde am 15. August 2020 gestartet. Er versorgt von der Position 110° Ost aus Japan mit HD-Fernsehprogrammen.